# Victoriano Leguizamón
Victoriano Leguizamón Cristaldo (* 23. März 1922 in Concepción; † 7. April 2007) war ein paraguayischer Fußballspieler, der mit der Nationalmannschaft seines Heimatlandes an der Fußball-Weltmeisterschaft 1950 in Brasilien teilnahm.

## Karriere

### Verein
Leguizamón begann in seiner Geburtsstadt Concepción mit dem Fußballspielen. Im Seniorenbereich spielte er für die Hauptstadtklubs CA River Plate und Club Libertad aus Asunción. 1946 ging er nach Argentinien, wo er für den Quilmes AC und die Boca Juniors spielte. 1950 kehrte er nach Paraguay zurück. Dort schloss er sich dem Club Olimpia aus Asunción an, bei dem er 1956 seine Spielerkarriere beendete.
In den folgenden Jahren trainierte er eine Reihe von Klubs aus seiner Heimatstadt Concepción.

### Nationalmannschaft
Leguizamón debütierte am 7. Mai 1950 in einem Freundschaftsspiel gegen Brasilien in der paraguayischen Nationalmannschaft. Anschließend wurde er in das Aufgebot für die Fußball-Weltmeisterschaft 1950 in Brasilien berufen, für die Paraguay wegen des Verzichts von Ecuador und Peru automatisch qualifiziert war. Nach einem 2:2 gegen Schweden und einer 0:2-Niederlage gegen Italien schied Paraguay als Gruppenletzter aus dem Turnier aus. Leguizamón kam in beiden Spielen zum Einsatz.
Auch beim Campeonato Sudamericano 1953 wurde Leguizamón in allen Turnierspielen eingesetzt. Paraguay blieb während des gesamten Turniers ungeschlagen und gewann durch ein 3:2 im Entscheidungsspiel gegen Brasilien zum ersten Mal die Südamerikameisterschaft. Für das Campeonato Sudamericano 1955 wurde er nicht berücksichtigt. Ein Jahr später wurde er im Alter von 33 Jahren in den paraguayischen Kader für das Campeonato Sudamericano 1956 berufen. Er kam in vier von fünf Spielen zum Einsatz. Paraguay schloss das Turnier auf dem vorletzten Platz ab. Sein letztes von 17 Länderspielen absolvierte er am 12. Juni 1956 in einem Freundschaftsspiel gegen Brasilien. Wie bei seinem Debüt sechs Jahre zuvor gegen denselben Gegner unterlag Paraguay mit 0:2.

## Erfolge
- Südamerikameister: 1953